# اتیل استواستات
اتیل استواستات (به انگلیسی: Ethyl acetoacetate) با فرمول شیمیایی C۶H۱۰O۳ یک ترکیب شیمیایی است. که جرم مولی آن ۱۳۰٫۱۴ g/mol می‌باشد. شکل ظاهری این ترکیب، مایع بی‌رنگ یا سفید است.